# Rendezvous im Weltraum
Rendezvous im Weltraum (Originaltitel: Rama) ist ein Point-and-Click-Adventure-Computerspiel, das von Dynamix entwickelt und 1996 von Sierra On-Line für DOS und Windows veröffentlicht wurde. 1997 erschien eine Portierung für Mac OS. Eine Fassung für PlayStation erschien 1998 ausschließlich für den japanischen Markt. Das Spiel basiert auf den Büchern Rendezvous mit 31/439 (Originaltitel: Rendezvous with Rama) und Rendezvous mit Übermorgen (Original: Rama II), wobei Elemente deren Handlung kombiniert werden. Es ist das zweite Computerspiel basierend auf einem Werk von Arthur C. Clarke nach Rendezvous with Rama.

## Entwicklung
Das Szenario, die Puzzles und die Dialoge der Filmsequenzen wurden von Gentry Lee geschrieben. Autor Arthur C. Clarke tritt als Figur im Spiel selbst auf.

## Handlung
Im irdischen Sonnensystem ist ein Asteroid aufgetaucht, der nach der indischen Göttin Rama benannt wurde. Dabei handelt es sich um einen künstlichen Zylinder von 50 Kilometern Länge. Der Spieler wird als Ersatzmann Teil des Expeditionsteams, zu dessen Erforschung, nachdem einer der Wissenschaftler bei einer medizinischen Routineuntersuchung überraschend verstirbt.

## Spielprinzip
Das Spiel verwendet vorgerenderte Hintergründe. Mittels Blue-Screen-Technik sind in die Szenerie abgefilmte menschliche Figuren eingefügt. Andere Charaktere können dem Spieler Video-Mails senden, die dann als Film-Clip abgespielt werden. Ein handgroßer Roboter namens Puck enthält alle Forschungsergebnisse, die bereits gesammelt wurden und kann Informationen zu Gegenständen abrufen.

## Rezeption
Herbert Aichinger von PC Games bemerkte, dass die Aufmachung stark an Myst erinnere. Spielerisch böte es keine Neuerung. Durch die Mitarbeit von Arthur C. Clarke hebe es sich jedoch ab. Sascha Gliss bemerkte für Power Play ebenfalls das technisch gehobene Niveau, bemängelte jedoch die geringe Rätseldichte. Die Welt wirke steril, die Figuren seien sehr geschwätzig. Es sei für Fans der Romane empfehlenswert. Christian Müller von PC Action lobte die lange Spieldauer. Monika Stoschek von PC Player empfand die 3D-Rendertechnik als generisch. Sie erzeuge immer gleichförmige Landschaften, sodass wenig Entdeckerdrang aufkomme. Ihr gefielen die Rätsel auf Basis von Mathematik und Logikspielen größtenteils nicht. Die Interaktion mit den anderen Expeditionsteilnehmer sei gering, da es nicht zu Dialogen komme. Ihr Kollege Boris Schneider verglich es mit The Dig, dabei sei die Handlung vernünftiger und weniger esoterisch, jedoch teils unlogisch. Es sei eine gelungene Verbindung von Raumschifferkundung und Handlung, die sich auf menschlicher Ebene abspiele. PC Spiel gab an, dass man die Erfahrung von Sierra im Bereich der Adventure merke. Die Steuerung sei komfortabel, die Geräuschkulisse stimmungsvoll und die Darstellung von Objekten fantastisch und rätselhaft. Die originalgetreue Umsetzung des Buches führe dabei jedoch zu einem spannungsarmen Knobelspiel.